# 普里維特涅 (科澤列齊區)
50°46′16″N 30°57′10″E / 50.77111°N 30.95278°E
普里維特涅（烏克蘭語：Привітне），是烏克蘭北部的村莊，隸屬切爾尼希夫州的切爾尼希夫區。該村面積0.3平方公里，海拔高度120米，2001年人口171，人口密度每平方公里571.9人。